# Palais Kinsky (Wien)

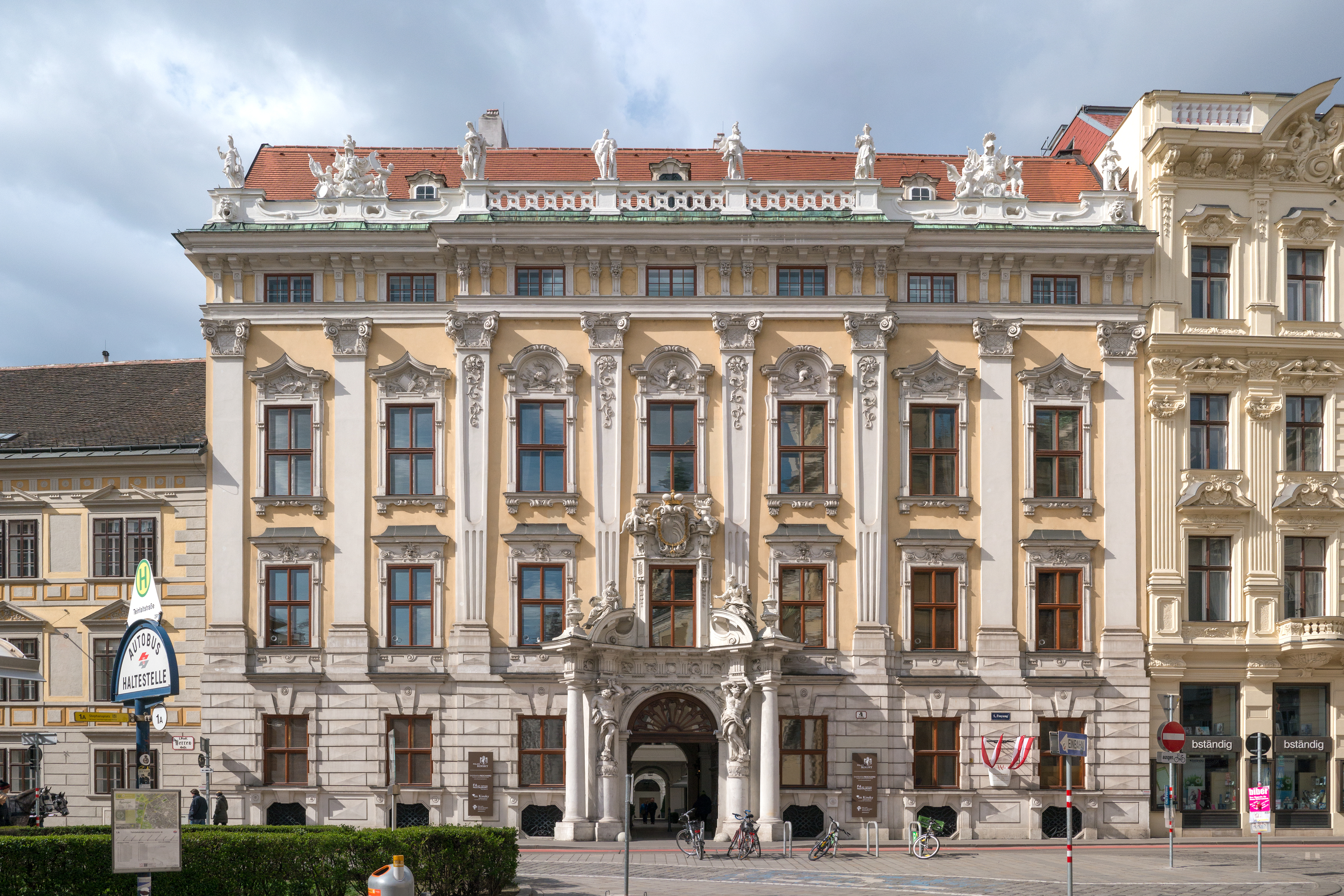
Palais Kinsky in Wien

Das Palais Kinsky, auch als Palais Daun-Kinsky bekannt, befindet sich an der Freyung 4 in der Inneren Stadt an der Abzweigung der Herrengasse. Es ist eines der bedeutendsten hochbarocken Palais Wiens.

## Geschichte

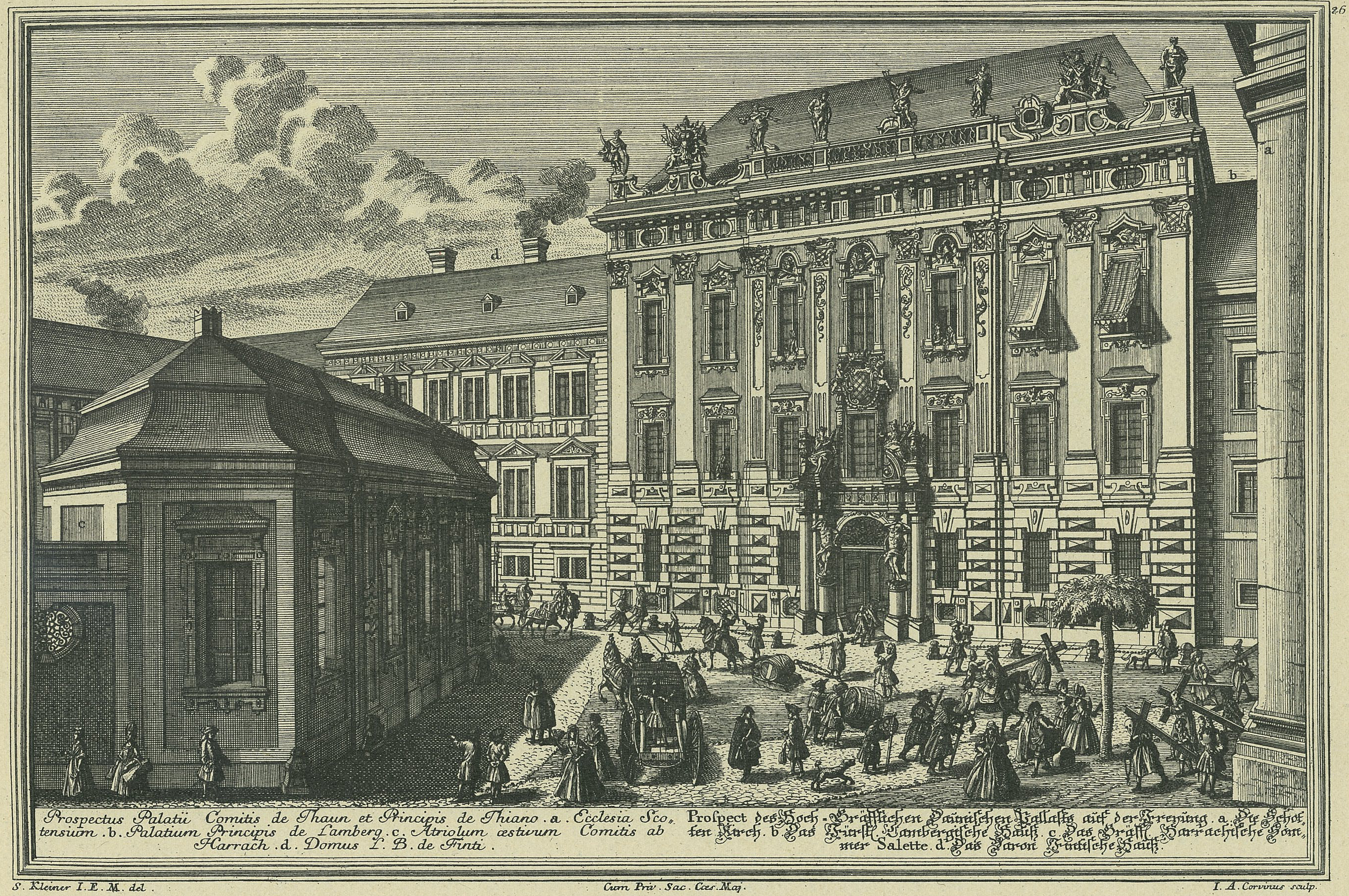
Daun’scher Palast um 1750, Stich von Salomon Kleiner

Das Palais wurde von 1713 bis 1719 von Johann Lucas von Hildebrandt für Feldmarschall Wirich Philipp Graf Daun erbaut, in der Zeit nach Beseitigung der Bedrohung durch das Osmanische Reich, als Vienna gloriosa entstand. 1746 erwarb Johann Joseph Reichsgraf von Khevenhüller das Palais von Leopold Joseph Graf Daun, dem Sohn des Bauherrn. Am 7. Mai 1763 wurde Fürst Józef Antoni Poniatowski, der polnische General und Marschall von Frankreich, hier geboren. Khevenhüller verkaufte das Palais 1764 an den Reichshofratspräsidenten Ferdinand Bonaventura II. Graf von Harrach. 1790 kam es an dessen Tochter Rosa Gräfin von Kinsky. 1986 verkaufte es Franz Ulrich Fürst Kinsky. 
Eine Zeit lang war es Stützpunkt der Stadtguardia, eines Vorläufers der Polizei. Nach 1945 war im Palais ein Offiziersklub der britischen Besatzungsmacht untergebracht. Heute ist das Palais im Besitz einer 2015 von Karl Wlaschek hinterlassenen Stiftung; im zweiten Hof des Hauses befindet sich das Wlaschek-Mausoleum. Laut Wiener Gemeindegesetz dürfen Grabstätten auf eigenem Grund ab einer Fläche von 2000 m² errichtet werden. Das nutzte Wlaschek, um im Palais Kinsky ein Mausoleum für seine Familie in Auftrag zu geben. Hier ruhen nun nicht nur seine Eltern, sondern auch seine vierte Ehefrau, die im Jahre 2003 starb.

## Gestaltung

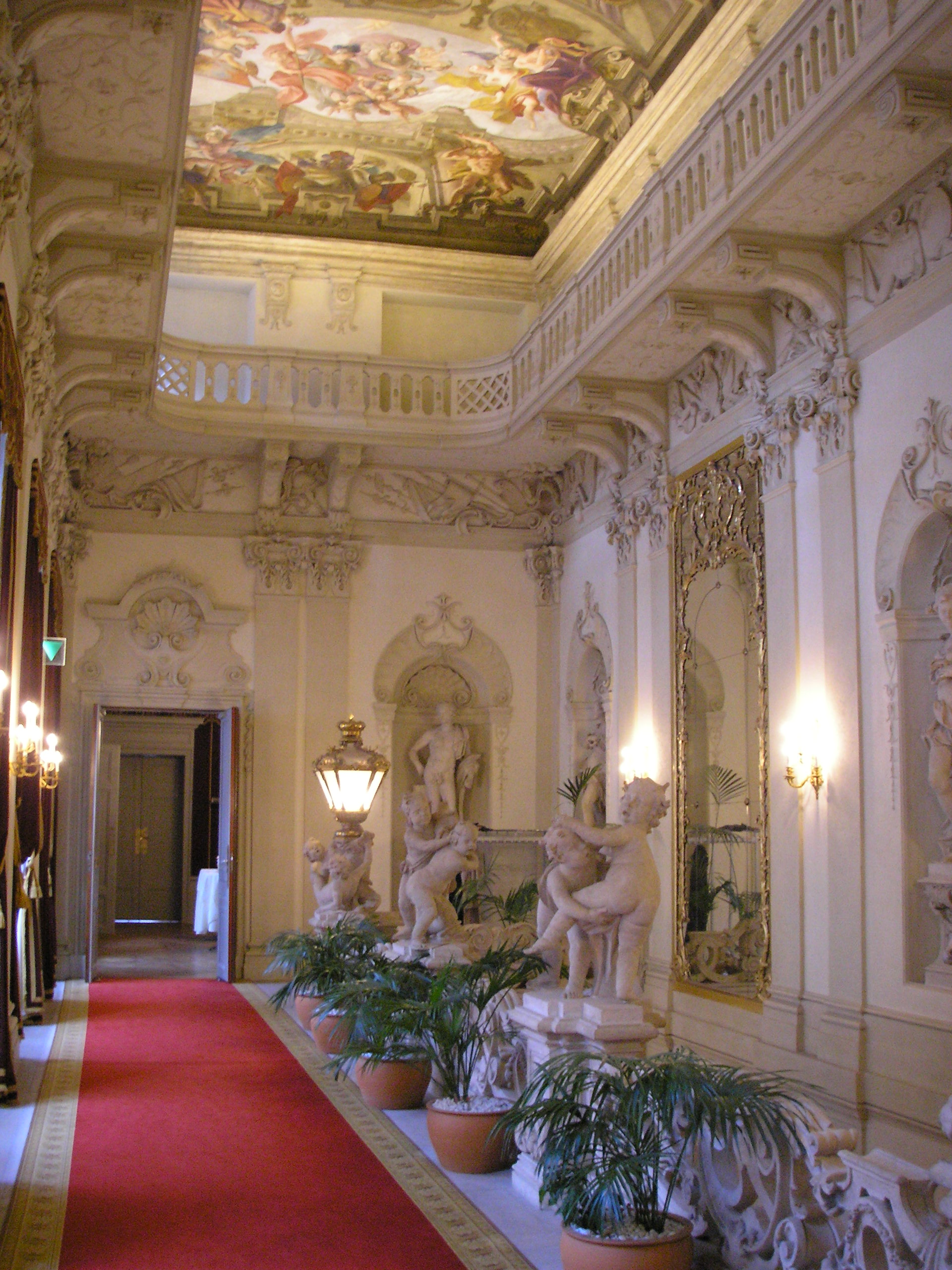
Prunkräume 2. Stock

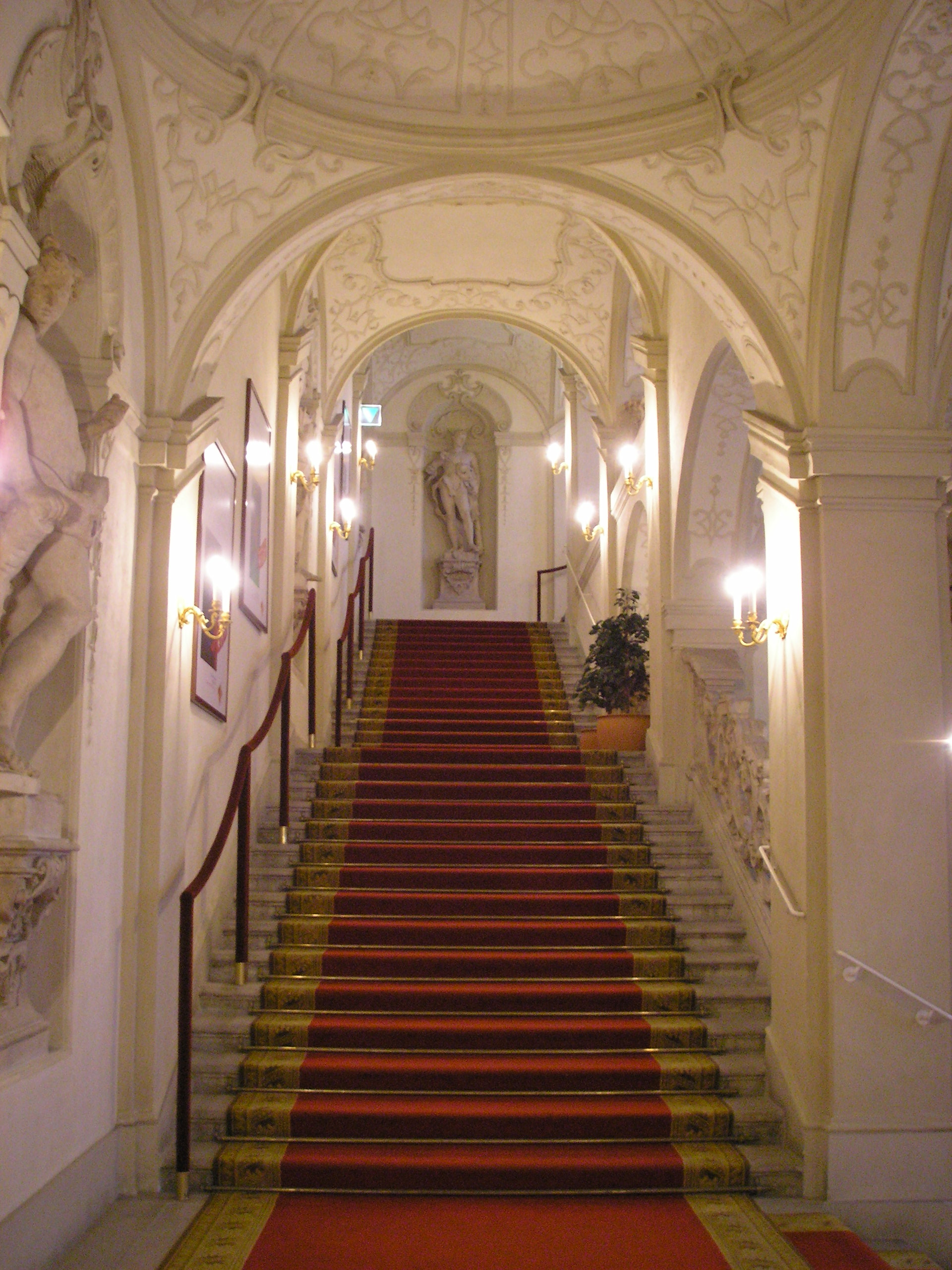
Prunkstiege

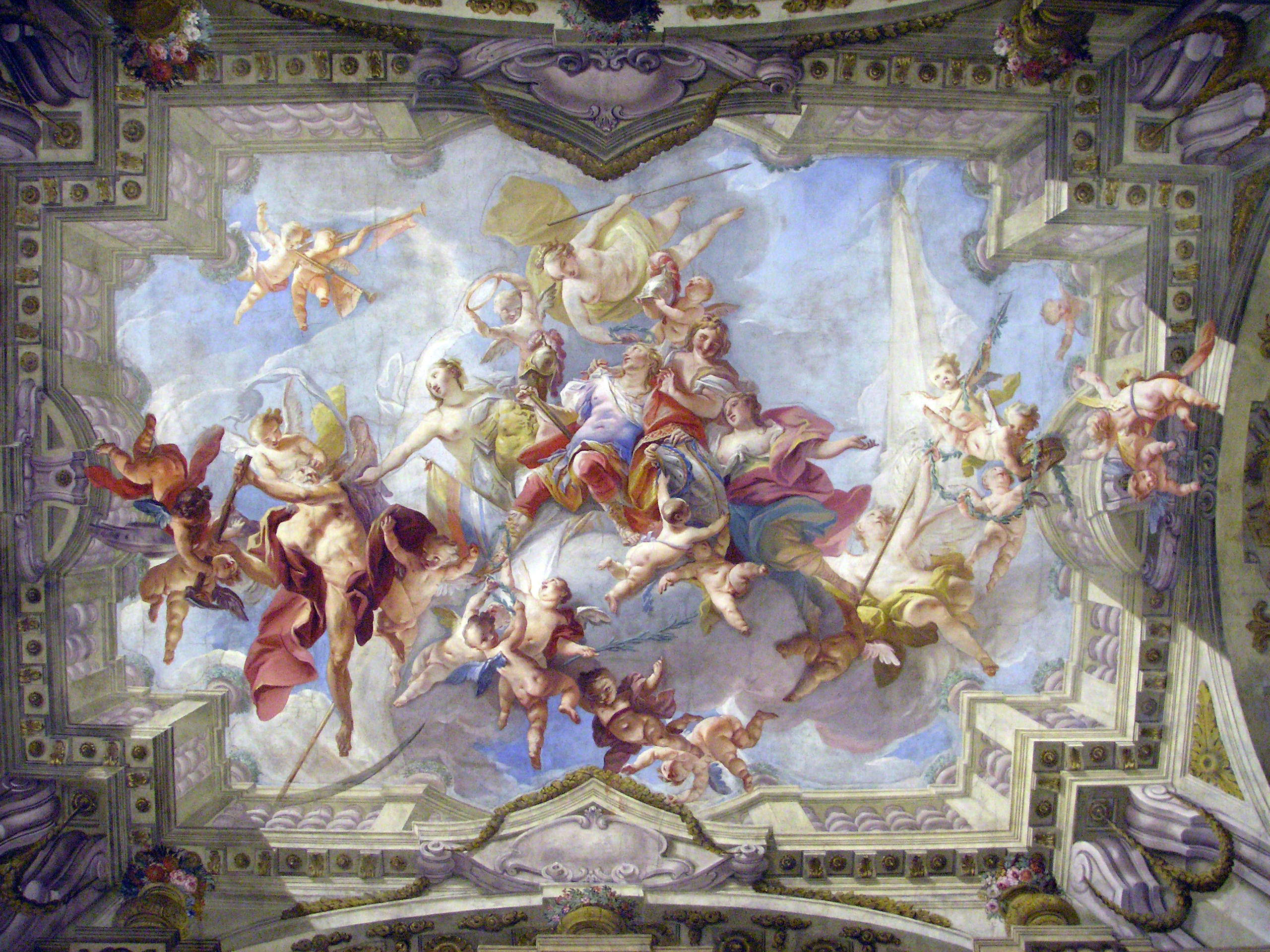
Barockes Deckenfresko

Die bemerkenswerte Fassade mit ihrem an römischen Vorbildern orientierten Portal war mit ihren dekorativen Elementen bis weit ins 19. Jahrhundert hinein in Wien stilbildend.
Ebenso bemerkenswert ist die Innenausstattung mit dem Stiegenhaus (Entwurf wahrscheinlich von Antonio Beduzzi) und den Deckenfresken in der Beletage. Diese stammen von Carlo Carlone – mit Quadraturmalerei von Marcantonio Chiarini – und stellen die Apotheose des Grafen Daun dar. Die Stiege erschließt hier in zwei übereinanderliegenden, von je einem Zwischenpodest unterbrochenen Läufen zwei Hauptgeschoße, die an der Fassade durch eine Kolossalordnung von acht Pilastern zusammengefasst sind. Das letzte Geschoß wird im Inneren des Stiegenhauses durch einen umlaufenden Balkon markiert, der für das Deckenfresko eine Art Rahmung bildet und die illusionäre Perspektive des Bildes darüber noch schwebender und unwirklicher erscheinen lässt.
Die Skulpturen im Inneren wie wahrscheinlich auch die Figuren am Außenportal stammen von Joseph Kracker. Die Seitentrakte wurden im 19. Jahrhundert mehrmals umgebaut, die Ausstattung stammt unter anderem von Rudolf Weyr.
Die Steinmetzmeister Johann Georg Haresleben und Simon Sasslaber aus Kaisersteinbruch schufen aus Kaiserstein unter anderem das Haupttor, die Stufen der Prunkstiege, Tür- und Fenstersteine und Sockelplatten.